# Martin Beeler

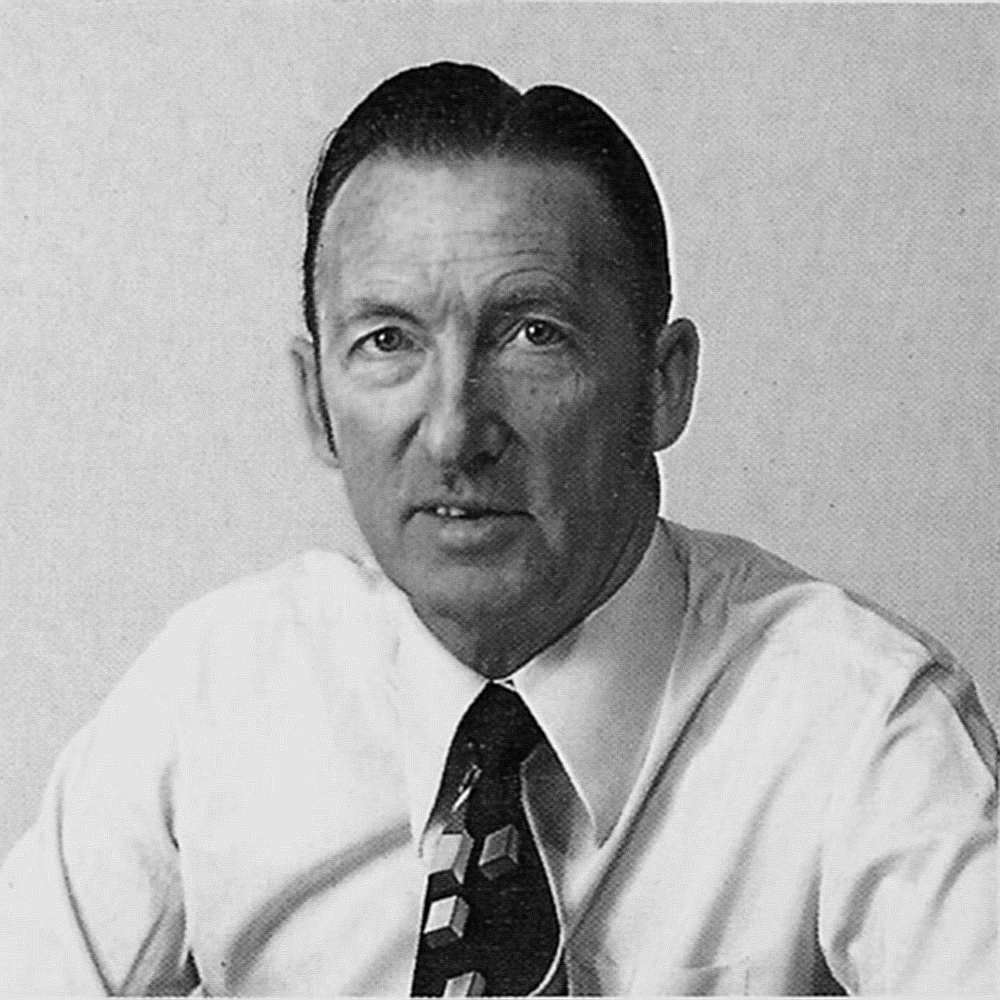
Martin Beeler

Martin Beeler (* 25. Juli 1920 in Einsiedeln; † 3. Mai 2008) war ein Altmeister der schweizerischen Ländlermusik.
Der studierte Berufsmusiker wohnte und arbeitete in Einsiedeln als Kapellmeister, Komponist, Musikverleger und Musikproduzent. Seine Firma nannte er Musik Beeler. Neben seinem Hauptinstrument, der Klarinette, spielte er auch Saxophon, Akkordeon und Klavier. Sein wohl grösster Erfolg unter den Eigenkompositionen ist ein Foxtrot mit dem Namen «Alles tanzt Fox». Die Melodie ist geeignet, um Improvisationen einzubauen. Beelers Ländlerkapelle pflegte den konzertanten Innerschweizerstil.

## Leben
Beeler stammte aus einer alten Musikerfamilie. Schon sein Vater Martin Beeler sen. war ein bekannter Musiker und Klassiker, der durch seine Auftritte bei Konzerten mit internationalen Künstlern im Kloster Einsiedeln höchste Anerkennung fand.
Beeler war ein erfolgreicher Komponist, Musiker und Kapellmeister. Nebst seinen vielen TV-, Radio- und Schallplattenaufnahmen mit seiner Einsiedler Ländlerkapelle erzielte er mit seinem Sextett (eine Erweiterung seiner Ländler-Besetzung) seine grössten Erfolge. In bester Erinnerung sind seine Auftritte in der Schweiz; in Festhütten, Kongresshäusern, TC-Anlässen in Basel, Zürich etc. sowie am Bierfest in der Chesa Veglia (Palace St. Moritz), in Hongkong, den Niederlanden, Kalifornien, Las Vegas sowie jedes Jahr am Bodenseekonzert. Beelers Ländlerkapelle war auch die Hauskapelle im Restaurant «Rössli» in Trachslau, das von seiner Tochter Carmen geführt wurde.